# Oria (Almería)
Oria es una localidad y municipio español situado en la parte septentrional de la comarca del Valle del Almanzora, en la provincia de Almería, comunidad autónoma de Andalucía. Limita con los municipios almerienses de Chirivel, Albox, Partaloa, Fines, Olula del Río, Purchena —por enclave—, Somontín y Lúcar, y con el municipio granadino de Cúllar.

## Toponimia
El nombre de Oria tiene una raíz latina, aurea. En textos castellanos aparece con la grafía actual desde el siglo XIII, mientras que en escritos árabes se puede transcribir como Uria.

## Geografía física

### Situación
Integrado en la comarca del Valle del Almanzora, se encuentra situado a 103 kilómetros de la capital provincial, a 150 de Murcia y a 161 de Granada. El término municipal está atravesado por la carretera A-399, que conecta las localidades de Cantoria y Chirivel.
| Noroeste: Cúllar (GR)      | Norte: Chirivel                                          | Nordeste: Chirivel     |
| Oeste: Cúllar (GR) y Lúcar |                                                          | Este: Albox y Partaloa |
| Suroeste: Lúcar            | Sur: Somontín, Purchena, Olula del Río, Fines y Partaloa | Sureste: Partaloa      |

### Riesgos naturales
El municipio de Oria todavía no cuenta con un PTEL que cumpla con la Ley 5/2010 sobre autonomía local.

## Geografía humana

### Organización territorial
Además de la cabecera municipal, Oria cuenta también con varias entidades de población según el nomenclátor publicado por el Instituto Nacional de Estadística: Los Cerricos, La Cañada, Doña Juana, Los Finos, Los Malinos, El Villar, La Yegua Baja, El Margen, Los Álamos, El Negro, Capairola, El Chaparral, Fuente del Negro, Fuente Jerónimo, Ogarite, El Chirral, Los Chulos, El Frax, Madrid, Los Maguas, El Marchal, La Rambla de Oria, Los Adrianes, El Arroyo Medina, El Barranco de Quiles, Los Chacones, El Daimuz, La Ermita, Los Gázquez, Los González, Los Jacintos, El Peñón Alto, El Peón Bajo y San Miguel.

### Demografía
Cuenta con una población de 2199 habitantes (INE 2024).
| Gráfica de evolución demográfica de Oria entre 1842 y 2021                                                            |
| |
| Población de derecho según los censos de población del INE. Población de hecho según los censos de población del INE. |

#### Entidades y núcleos
Oria divide su término municipal en seis entidades singulares que agrupan a treinta y cinco núcleos de población o pedanías.
Las seis entidades, con sus núcleos, son:
- Los Cerricos, formada por los núcleos de La Cañada, Los Cerricos, Doña Juana, Los Finos, Los Malinos, El Villar y La Yegua Baja.
- El Margen, formada por los núcleos de Los Álamos y El Margen.
- El Negro, formada por los núcleos de Capairola, El Chaparral, La Fuente del Negro, Fuente Jerónimo y El Negro.
- Ogarite, formada por los núcleos de El Chirral, Los Chulos, El Frax, Madrid, Los Maguas, El Marchal y Ogarite.
- Oria, formada por el único núcleo de Oria.
- La Rambla de Oria, formada por los núcleos de Los Adrianes, El Arroyo Medina, El Barranco de Quiles, Los Chacones, El Daimuz, La Ermita, Los Gázquez, Los González, Los Jacintos, El Peñón Alto, El Peñón Bajo, La Rambla de Oria y San Miguel.

### Comunicaciones

#### Carreteras
Las principales vías de comunicación que transcurren por el municipio son:
| Identificador | Denominación                              | Itinerario          |
| ------------- | ----------------------------------------- | ------------------- |
| A-399         | De Cantoria a Chirivel                    | Cantoria - Chirivel |
| AL-7100       | De Albox a Chirivel por El Saliente       | Albox - Chirivel    |
| AL-8100       | De Oria al límite provincial con Granada  | Oria - Cúllar       |
| AL-8101       | De la A-399 a Albox por La Rambla de Oria | A-399 - Albox       |

Algunas distancias entre Oria y otras ciudades:
| Ciudades | Distancia (km) |
| -------- | -------------- |
| Albox    | 25             |
| Purchena | 31             |
| Almería  | 103            |
| Murcia   | 150            |
| Granada  | 161            |
| Jaén     | 216            |

### Economía
En el sector primario, la principal actividad es el cultivo arbóreo, que ocupa más de 7.000 hectáreas, donde destaca el cultivo del almendro, que abarca más de 6.800 hectáreas. El olivo ocupa 200 hectáreas. Respecto a cultivos herbáceos, hay dedicadas 425 hectáreas, de las cuales 166 son de cebada.

#### Evolución de la deuda viva municipal
| Gráfica de evolución de deuda viva del Ayuntamiento de Oria entre 2008 y 2019                                |
| |
| Deuda viva del Ayuntamiento de Oria en miles de euros según datos del Ministerio de Hacienda y Ad. Públicas. |

## Símbolos
Oria cuenta con un escudo y bandera adoptados de manera oficial el 12 de enero de 1982 y el 18 de febrero de 2010 respectivamente.

### Escudo
Su descripción heráldica es la siguiente:

Escudo cortado. Primero, de sinople (verde), el castillo de oro (amarillo), almenado y mazonado de sable (negro). Segundo, de oro, el monte de sinople, horadado por una cueva de sable. Al timbre corona real cerrada.

### Bandera
La enseña del municipio tiene la siguiente descripción:

Paño rectangular, de proporción 2/3, de color verde, cuartelado por una cruz amarilla cuyos brazos tienen una anchura de 1/5 de la del paño. Sobrepuesto al centro del paño el escudo municipal en sus colores.

## Política

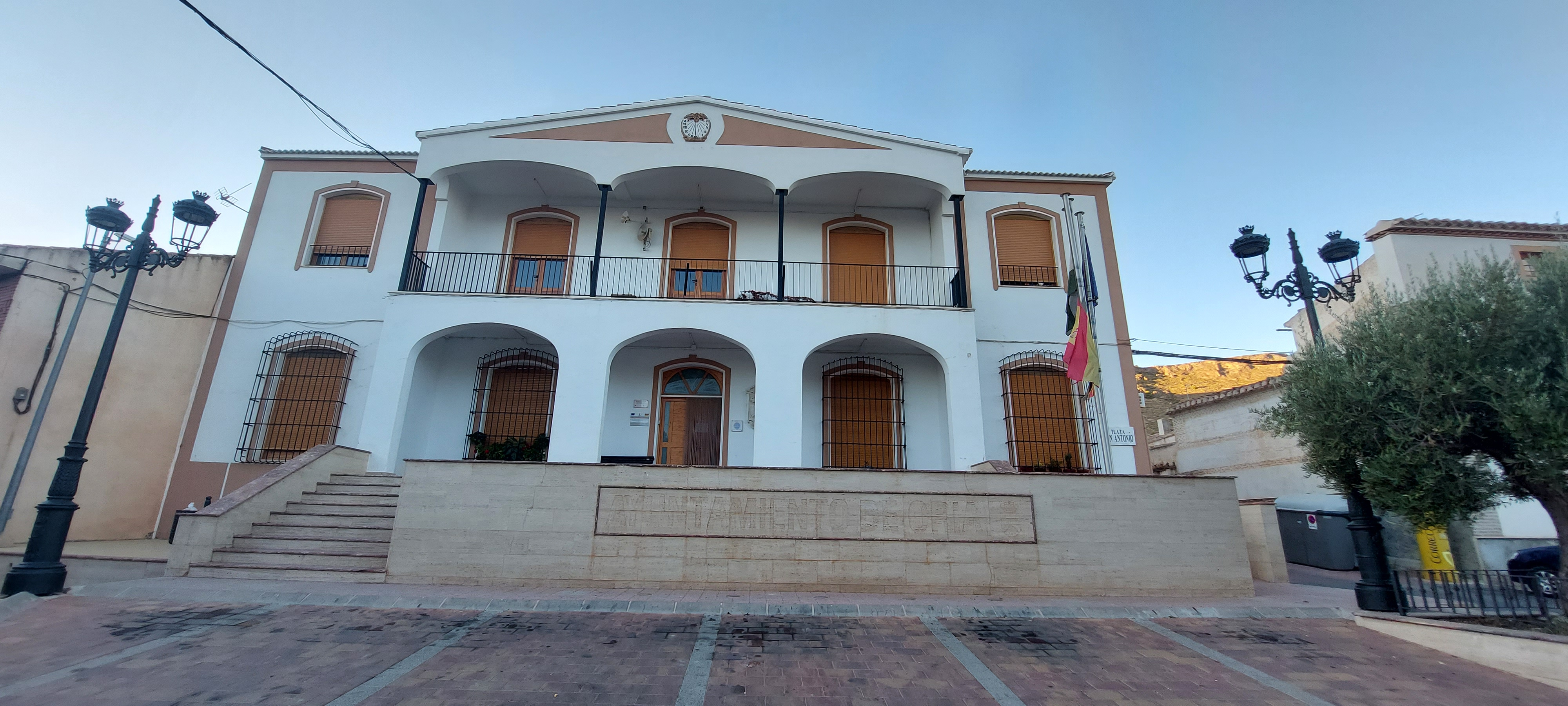
Casa consistorial de Oria

Los resultados en Oria de las últimas elecciones municipales, celebradas en mayo de 2019, son:
| Partido político                         | 2019  | 2019       | 2015  | 2015       | 2011  | 2011       | 2007  | 2007       | 2003  | 2003       | 1999  | 1999       |
| Partido político                         | %     | Concejales | %     | Concejales | %     | Concejales | %     | Concejales | %     | Concejales | %     | Concejales |
| Partido Socialista Obrero Español (PSOE) | 31,75 | 4          | 32,32 | 4          | 47,88 | 5          | 54    | 7          | 48,11 | 6          | 56,01 | 7          |
| Partido Popular (PP)                     | 54,48 | 6          | 59,62 | 7          | 49,19 | 6          | 3,12  | 0          | 2,92  | 0          | 38,23 | 4          |
| Juntos por Oria (JXO)                    | 10,95 | 1          | -     | -          | -     | -          | -     | -          | -     | -          | -     | -          |
| Grupo Independiente por Almería (GIAL)   | -     | -          | -     | -          | -     | -          | 36,53 | 4          | 45,99 | 5          | -     | -          |

### Alcaldes
| Legislatura | Nombre                                                            | Partido Político                  |
| ----------- | ----------------------------------------------------------------- | --------------------------------- |
| 1979-1983   | Blas Carrillo Martínez                                            | Independientes de Oria            |
| 1983-1987   | Blas Carrillo Martínez (1983-1986) Luis Requena Reche (1986-1987) | Alianza Popular                   |
| 1987-1991   | Josefina Águila Gallego                                           | Partido Socialista Obrero Español |
| 1991-1995   | Bartolomé Sánchez Moreno                                          | Partido Socialista Obrero Español |
| 1995-1999   | Bartolomé Sánchez Moreno                                          | Partido Socialista Obrero Español |
| 1999-2003   | José Pérez                                                        | Partido Socialista Obrero Español |
| 2003-2007   | José Pérez                                                        | Partido Socialista Obrero Español |
| 2007-2011   | José Pérez                                                        | Partido Socialista Obrero Español |
| 2011-2015   | José Pérez                                                        | Partido Socialista Obrero Español |
| 2015-2019   | Marcos Reche Galera                                               | Partido Popular                   |
| 2019-act.   | Marcos Reche Galera                                               | Partido Popular                   |

## Servicios públicos

### Sanidad
Oria pertenece a la zona básica de salud de Albox, en el Área de Gestión Sanitaria Norte de Almería. El municipio cuenta con dos consultorios médicos: uno en calle Nueva, n.º 1, de Oria, y el otro en el lugar de La Ermita, s/n, de La Ermita, en la Rambla de Oria. Ambos cnetro tienen el Hospital La Inmaculada como referencia.

### Educación
Los centros educativos que hay en el municipio son:
| Denominación genérica                    | Nombre del centro               | Naturaleza | Dirección           |
| ---------------------------------------- | ------------------------------- | ---------- | ------------------- |
| Colegio de educación infantil y primaria | CEIP San Gregorio               | Público    | C/ Calvario, 2      |
| Escuela infantil                         | EI Maestra María González Reche | Público    | C/ Torre Vigía, s/n |
| Sección de educación permanente          | SEP El Cañico de Oria           | Público    | C/ Calvario, 2      |

### Seguridad
En el municipio se encuentra un puesto de la Guardia Civil.

## Cultura

### Patrimonio
Existen una serie de yacimientos arqueológicos, destacando el Picacho. Se trata de un yacimiento de la Edad del Bronce, rodeado casi en su totalidad por una muralla. Posee trece sepulturas, 10 en urnas y 3 en fosas, estando doatadas de ajuar funeario. El yacimiento fue descubierto en 1970, siendo excavado y documentado. Otro yacimiento importante es el Asentamiento del Castellón de Olías, donde se ubicaba antaño el pueblo de Olías, junto al Villar, catalogado como la Torre de Olías. Se trata de un poblamiento que abarca desde el neolítico, pasando por el calcolítico, argar, hasta época musulmana con restos de materiales cerámicos, piedra y sílex. Junto a este, existe una cueva con estalactitas la cual fue destruida en la segunda mitad del siglo XX para la extracción de falsa ágata, la escombrera de la entrada así lo atestigua.

#### Civil

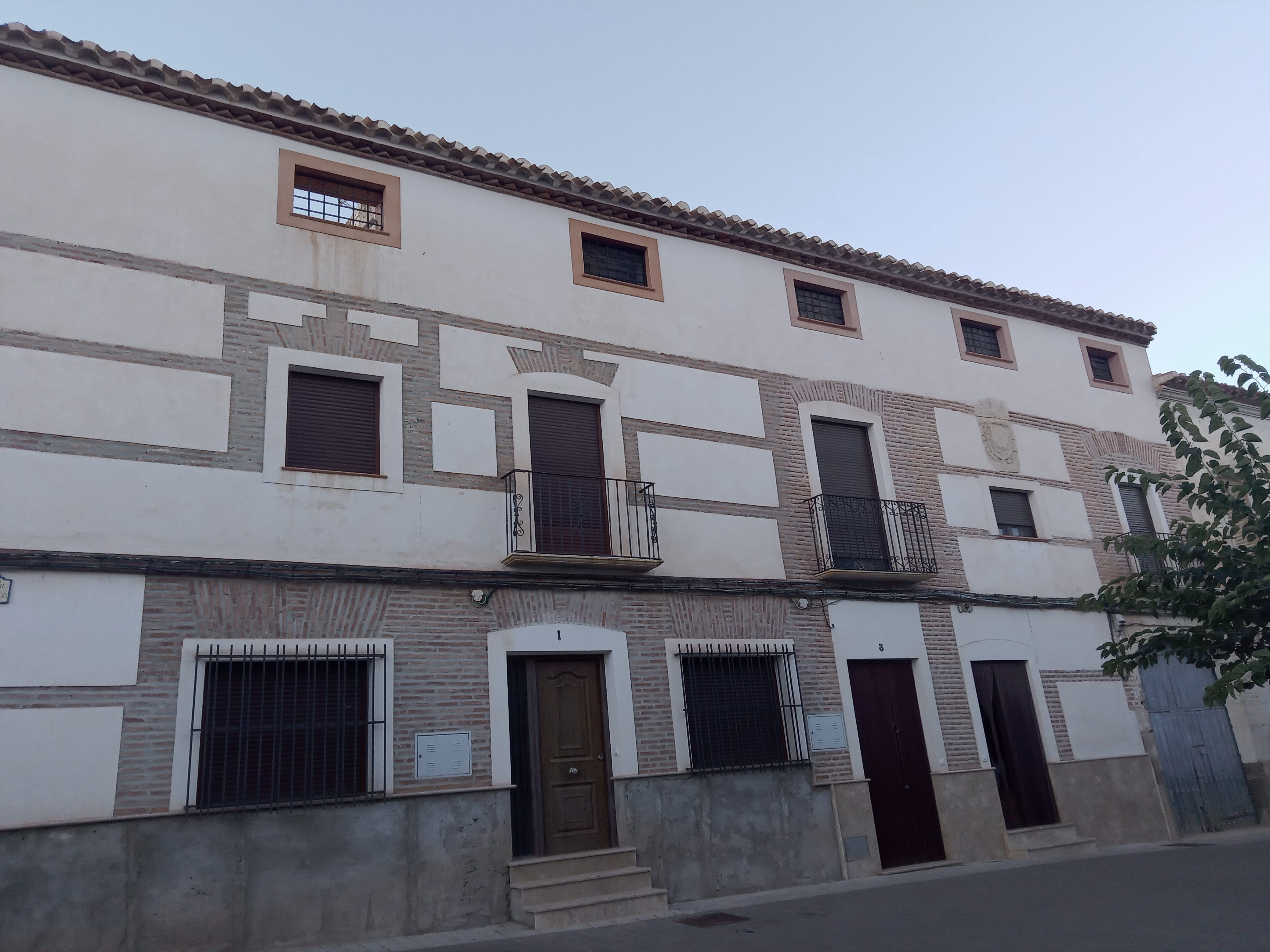
Casa de la Tercia

La Casa de Tercia, construida en el siglo XIX es un ejemplo de arquitectura velezana: tres plantas, siendo la última cámaras, ladrillo rojo en la fachada y balcones en segunda planta.

#### Militar
- Alcazaba de Oria: Son los restos de una fortaleza árabe construida en mampostería y tapial. Quedan los restos de algunos lienzos de muralla que alcanzan 5,50 metros de altura coronados por almenas.[17]
- El Castellón (Torre de Olías): Ubicada a más de 1.000 metros de altura se encuentra junto a un poblado calcolítico. La torre se encuentra semiderruida y está construida en tapial y mampostería. Es de planta cuadrada y tiene 4 metros de lado, llegando a alcanzar los 8'5 metros de altura.[18]
- Castillo de Olías: Fortaleza musulmana de planta cuadrada dividida en dos recintos. Está construido en tapial y mampostería y rodeado por muros de 5'5 metros con almenas. Tiene un torreón cuadrado.[19]
- Torre de Oria: Restos de una torre medieval de la que solamente quedan los restos de la base, desde la cual se accedería a la planta superior. Es de planta circular y construida en mampostería.[20]

#### Religioso
- Basílica de Nuestra Señora de las Mercedes: Comenzó a construirse en 1767 por obra del marqués de los Vélez, terminándose de construir en 1779. En 1882, el Papa León XIII, le otorgó el título de Basílica menor. A finales del siglo XX, fue sometida a una completa restauración.[21] Corresponde al estilo de Barroco tardío, donde existe una fachada profundamente decorada, destacando su portada y la torre. El interior, a excepción de algunas molduras apenas presenta decoración, donde sobresale una bóveda con lunetos.[22]

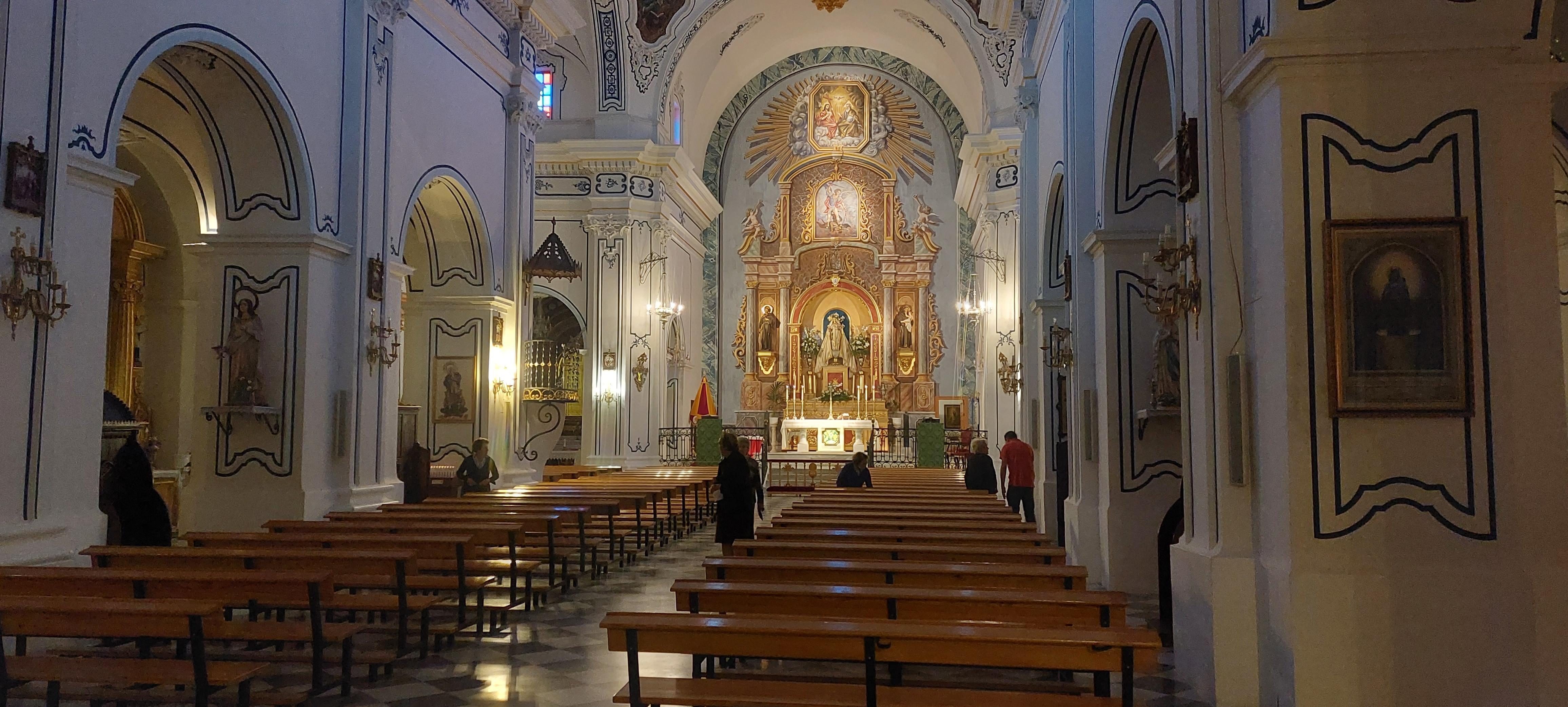
Interior de la Basílica de Nuestra Señora de las Mercedes

- Ermita de San Gregorio: Construida a finales del siglo XVII es de estilo mudéjar, presenta un óculo a la entrada y es de planta rectangular. La fachada termina en una espadaña con un arco de medio punto. Junto a la ermita existe un pedestal de mármol con inscripción.[23]
- Iglesia de Nuestra Señora de las Mercedes: edificio del siglo XIX, presenta tres naves separadas con arquerías de medio punto. Presenta una torre cuadrada adosada al edificio, está dividida en tres cuerpos y es de orden decreciente.[24]

### Entidades culturales
Existe una biblioteca pública municipal que alberga el Centro Guadalinfo.

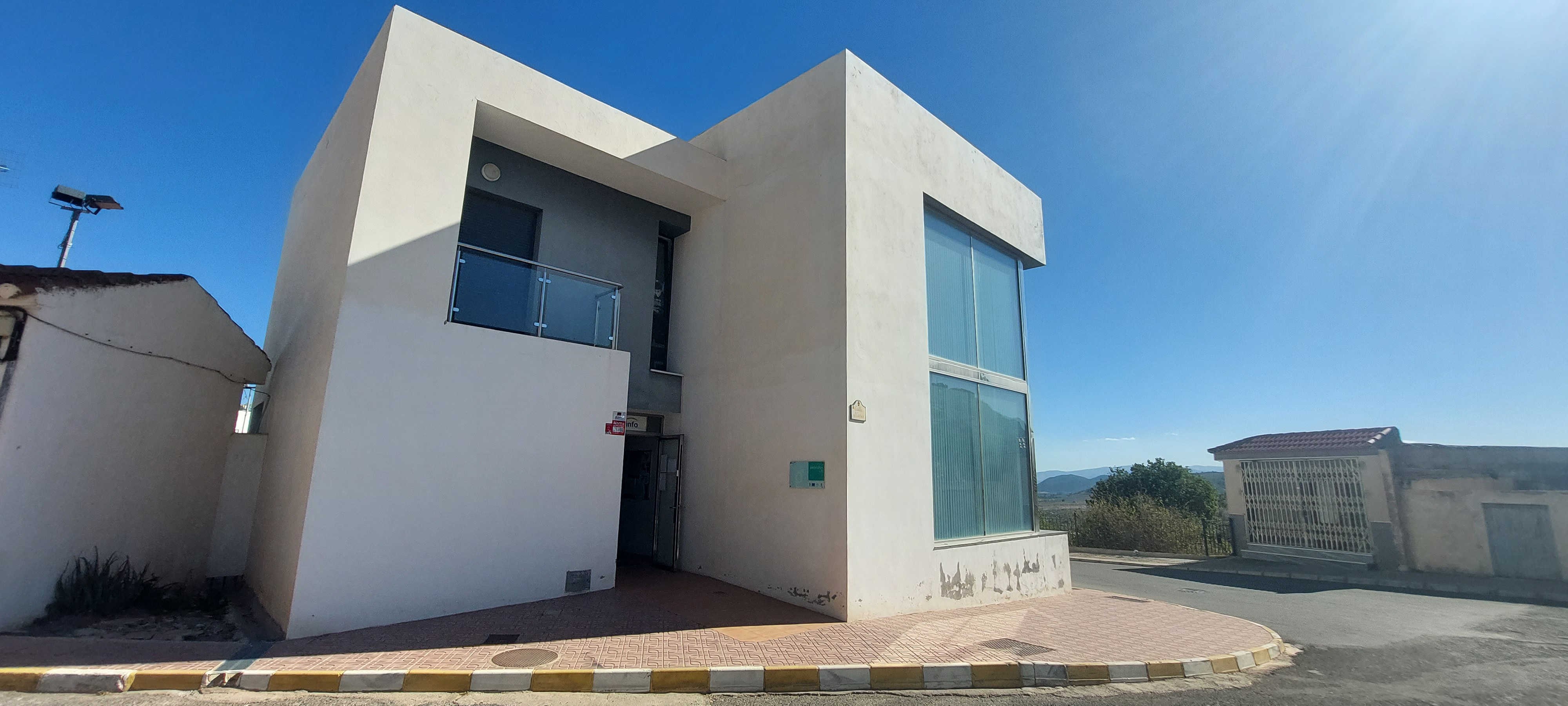
Biblioteca pública y centro Guadalinfo

### Patrimonio cultural inmaterial

#### Festividades
Oria celebra su feria a mediados de agosto en honor a la Virgen de las Mercedes, patrona del pueblo.
En la víspera del 17 de enero se realizan las tradicionales lumbres de San Antón.
El día de San Marcos, 25 de abril, ha quedado reducido a la costumbre de pasar el día en el campo, con las meriendas, tradición que se conserva en Ogarite, La Rambla de Oria y La Fuente del Negro.
El día de la Cruz, 3 de mayo, se celebra en la pedanía de Los Álamos con una pequeña fiesta popular.
El 9 de mayo se festeja el día de San Gregorio Ostiense, con misa y posterior procesión del santo acompañado de la banda municipal de música.
Por último, cabe mencionar las fiestas en El Barranco de Quiles el primer fin de semana de agosto. Es un reencuentro vecinal donde los lugareños y visitantes participan activamente, se reparte cuerva y aperitivos entre los asistentes, se realizan juegos infantiles y verbena por la noche. Incluye una misa en honor a la Virgen de Fátima, la Virgen del Carmen y la Virgen de los Desamparados, siendo la imagen de esta última procesionada hasta la Balsa Nueva.

#### Tradiciones
Desde tiempos inmemoriales se viene celebrando en Ogarite la función de Moros y Cristianos en honor a San Gregorio. En 1998 se revitalizó esta fiesta, que había dejado de celebrarse en 1956, diseñándose nuevas ropas que fueron cosidas por las propias mujeres de la zona, y más tarde adquiriéndose otros trajes de época en la localidad alicantina de Castalla. En la representación hay dos bandos que se preparan para librar la batalla, donde intervienen el rey, el espía, el embajador, la cantinera y otros que son comunes como el luzbel o el ángel. Esta lucha comienza estando los cristianos en fiestas y llevando a su patrón en procesión, cuando los moros se enteran de lo mucho que los cristianos quieren y adoran a San Gregorio y, para crearles mayor ofensa, planean un ataque en el cual consiguen arrebatarles el santo, finalizando el primer acto con la victoria del bando moro. A continuación enfurecidos los cristianos preparan a su gente para ir contra los musulmanes en un nuevo enfrentamiento, dando lugar a una nueva batalla que es ganada por los cristianos y por lo tanto se produce la recuperación del patrón. La letra de los diálogos que aparecen en la función datan de tiempos muy remotos, y muchos han ido pasando oralmente de generación en generación.
En la barriada de Los Cerricos se celebra el día 6 de enero una procesión en la que una figura de un Niño Jesús se procesiona por las calles de la barriada. Después de la Misa, y acompañado de una banda de música tradicional orialeña. Durante el recorrido se dice: "El niño está de balde" y se van realizando subastas del recorrido.

##### Semana Santa
En la Semana Santa de Oria existen tres cofradías: la Hermandad de Caballeros del Santísimo Sacramento del Altar, fundada en 1881; la Hermandad de María Santísima de los Dolores —conocida popularmente como Cofradía de la Virgen—, igualmente creada en 1881; y la Hermandad de Nuestro Padre Jesús Nazareno, cuyos primeros estatutos conocidos datan de 1896 y fue reorganizada en 1942.

##### Cuadrilla de Ánimas
Las cuadrillas de ánimas son agrupaciones musicales típicas de todo el sureste español, que se encargan de pedir donativos en fechas navideñas. En Oria las cuadrillas tradicionalmente se reúnen desde la Purísima, el 8 de diciembre, hasta pasados los Reyes. La recaudación de fondos para la iglesia es una excusa para reunirse y visitarse entre vecinos, todo ello envuelto en un ambiente festivo. Las cuadrillas recorren las casas del pueblo y de las pedanías, en las que se baila y estas son recompensadas por los dueños con bebida y comida en señal de agradecimiento. Conforme las cuadrillas van pasando por las distintas casas se les van uniendo las gentes de las mismas para seguir con la fiesta en otra casa de otro vecino.

### Gastronomía
Entre la gastronomía orileña destacan la fritada de tomate y pimiento, las migas, el remojón y la olla de trigo. Dentro de los guisos también destaca el potaje de bacalao, típico de Semana Santa.